# Meunier Múzeum
A Meunier Múzeum Constantin Meunier (1831-1905) belga szobrász és festő életművének állít emléket Brüsszel Ixelles/Elsene negyedében, a rue de l'Abbaye 59 szám alatt.
Az épület a művész otthona és műterme volt. A belga állam 1936-ban vásárolta meg a műtárgyakkal együtt.

## Gyűjteményei
A gyűjtemény mintegy 700 rajzot, festményt és szobrot tartalmaz, amiből 150 látható kiállítva. A művek keletkezési ideje főleg az 1875 és 1905 közötti időszakra esik, amelyet a művész maga a „második életének” tekintett. Ebben a korszakában nagy szociális érzékenységgel ábrázolta a munka világát. Stílusa a szocialista realizmus nyugati, spontán változatának is tekinthető.

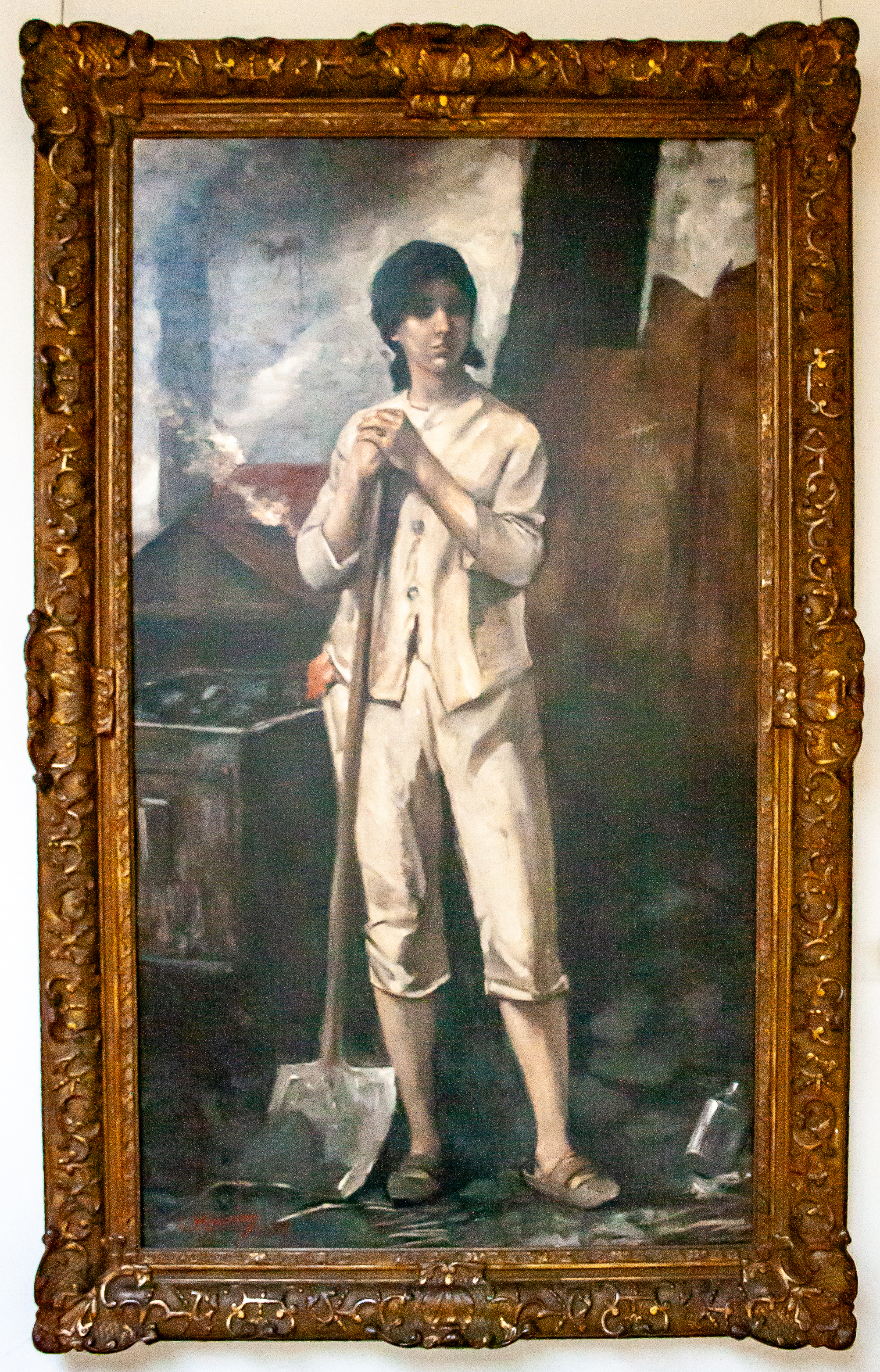
Bányamunkásnő
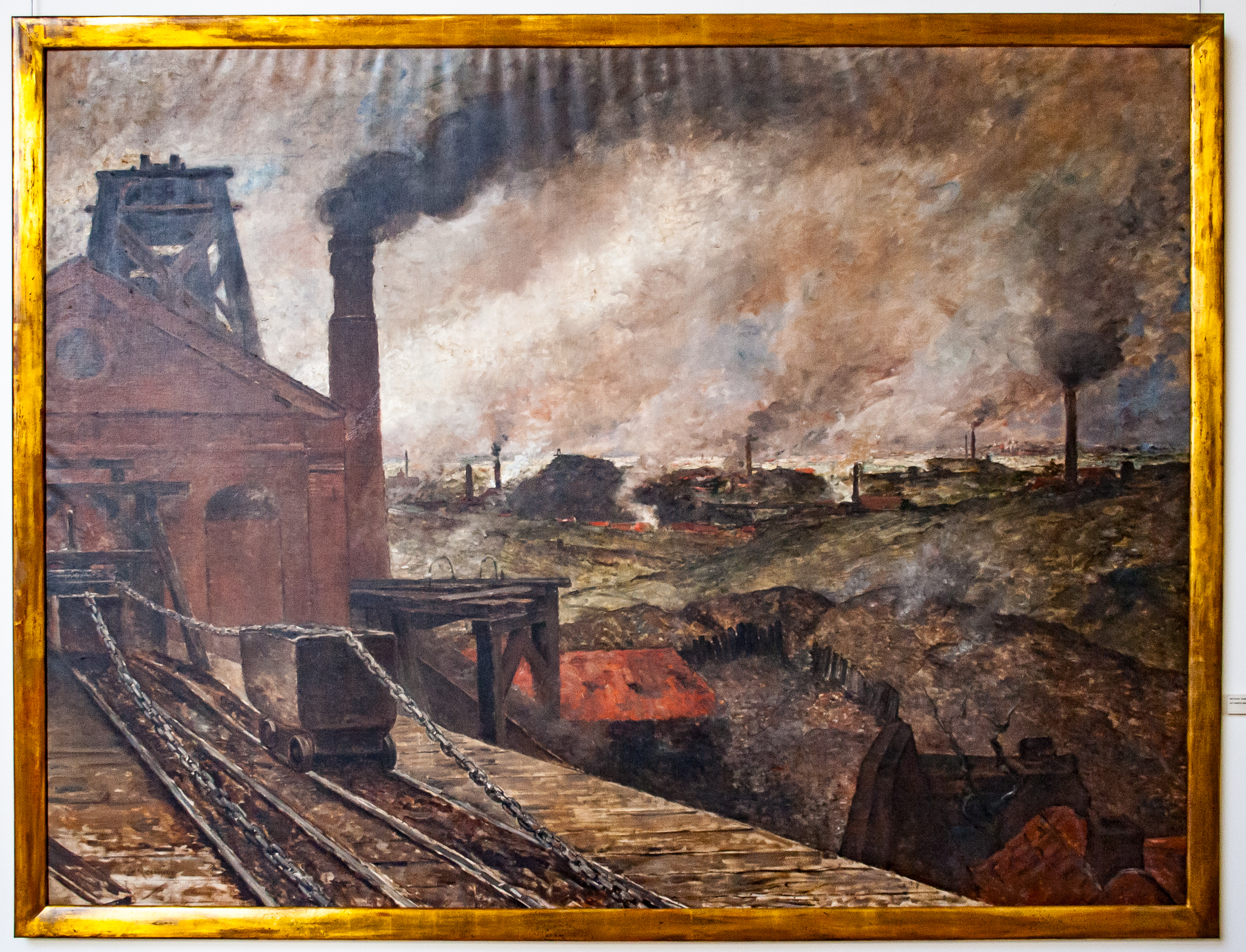
Iparvidék
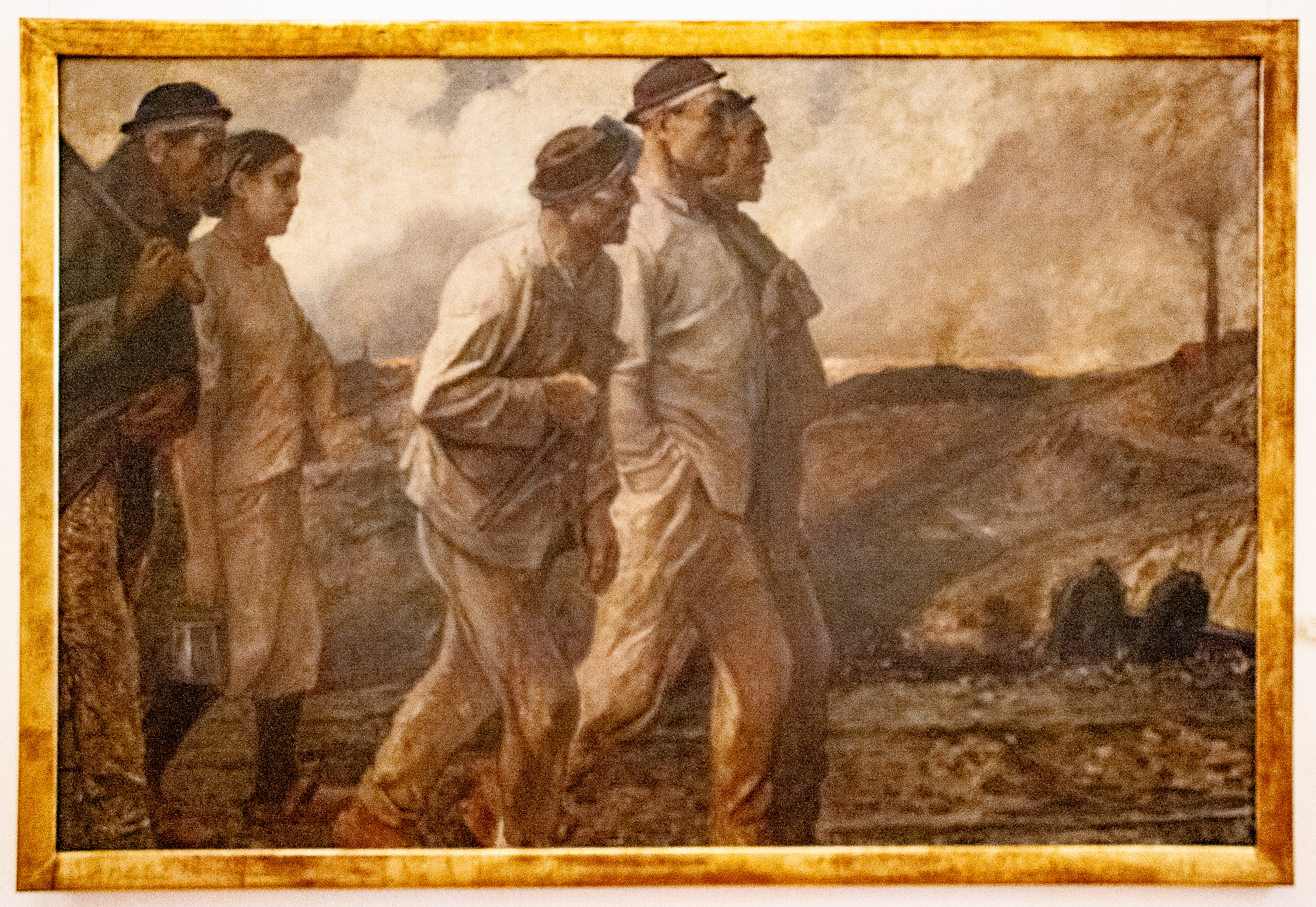
Bányászok hazatérése
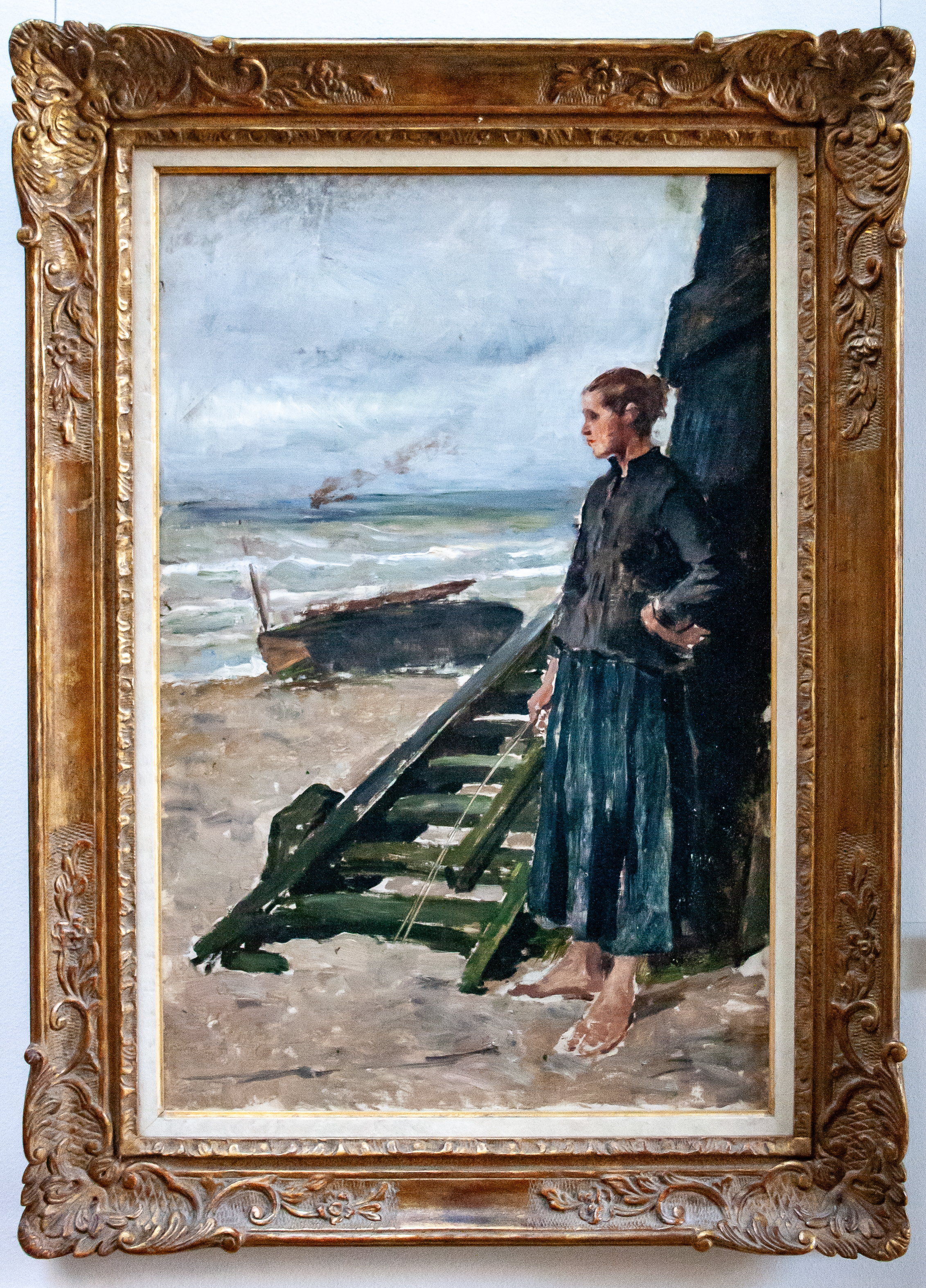
A halász leánya

Meunier eleinte inkább rajzokon és festményeken fogalmazta meg mondanivalóját a munkások és parasztok életéről, majd 1885-től visszatért a szobrokhoz. Számos alkotását köztéren is felállították.

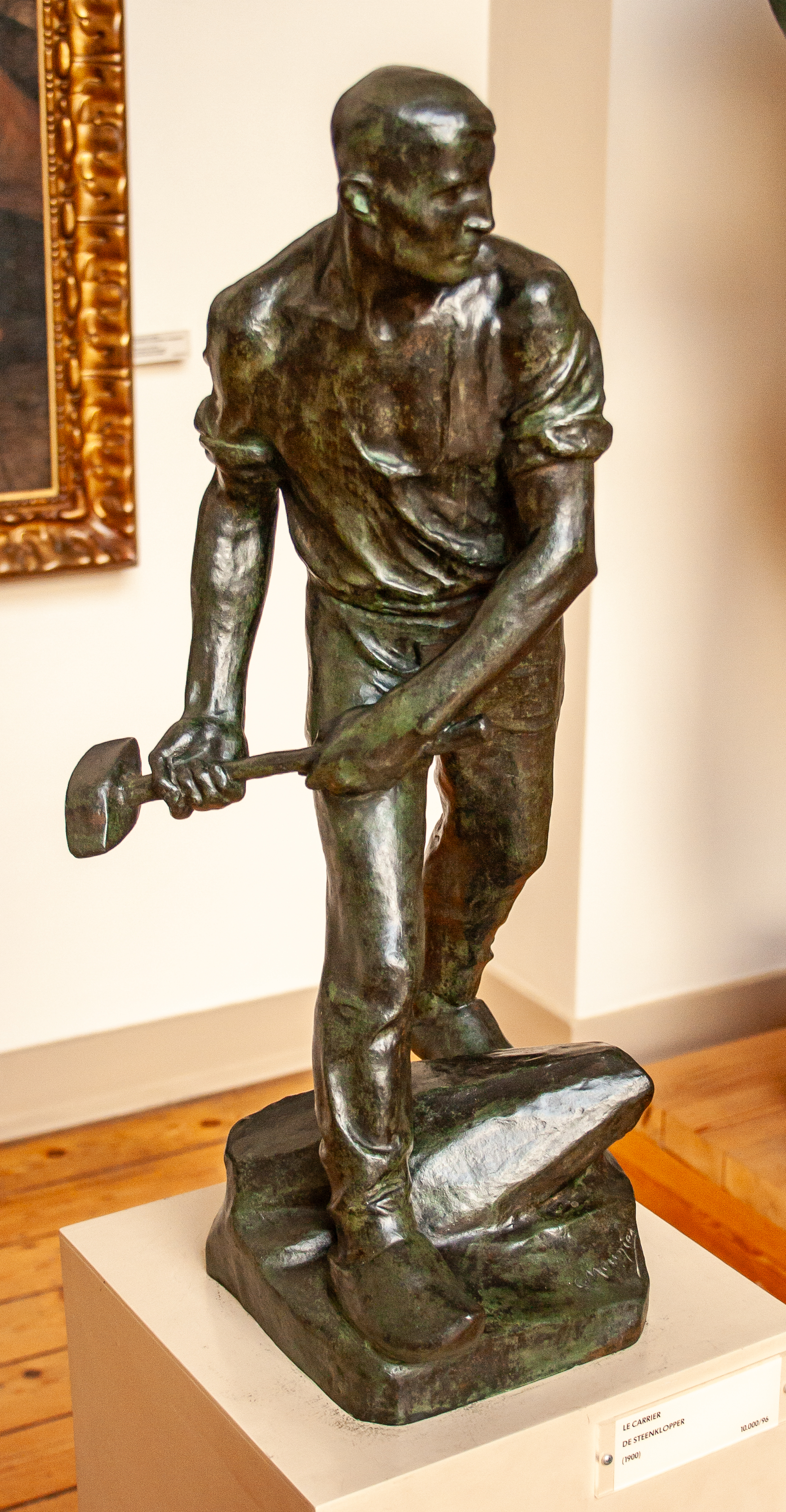
A kötörő
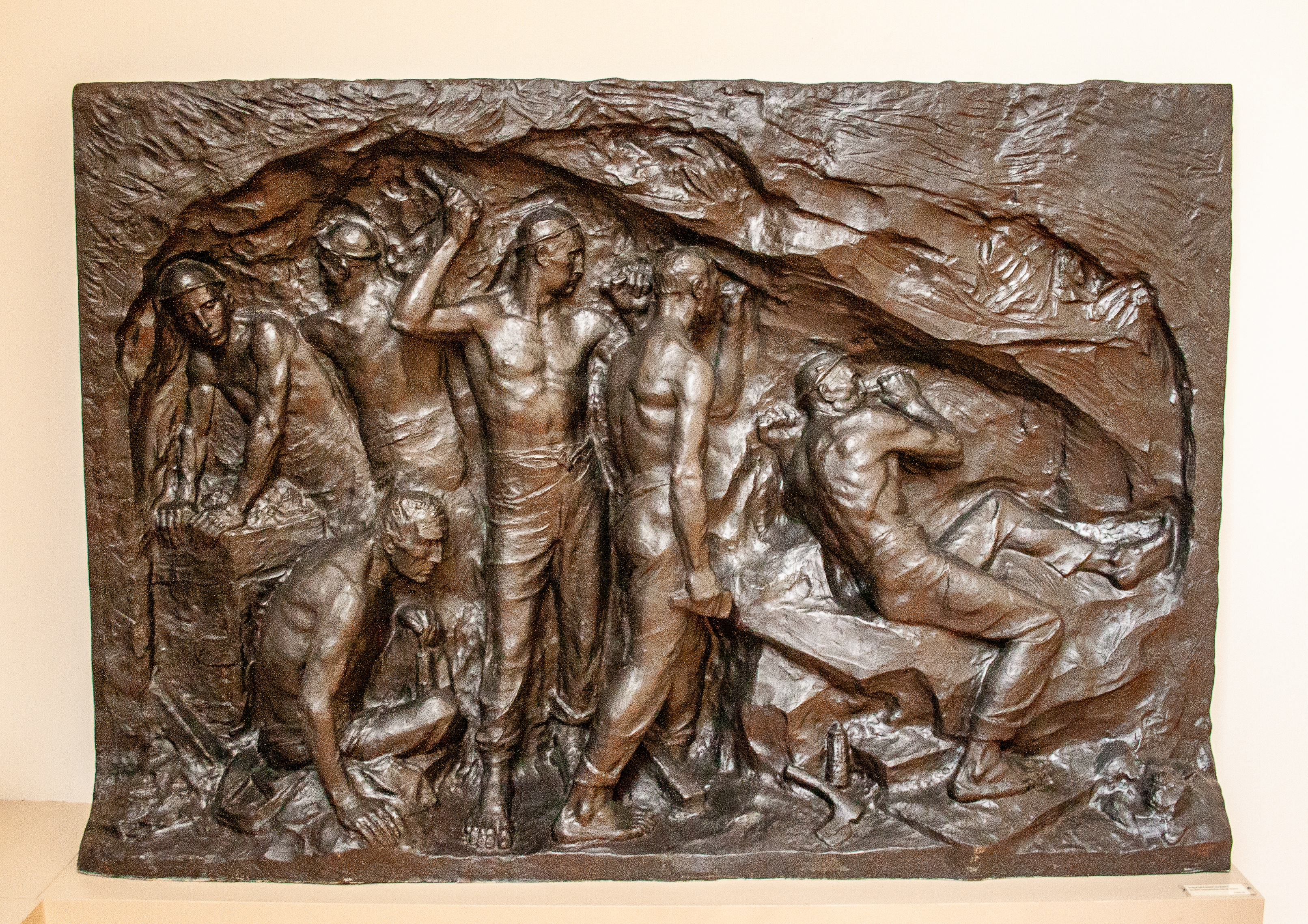
A bánya
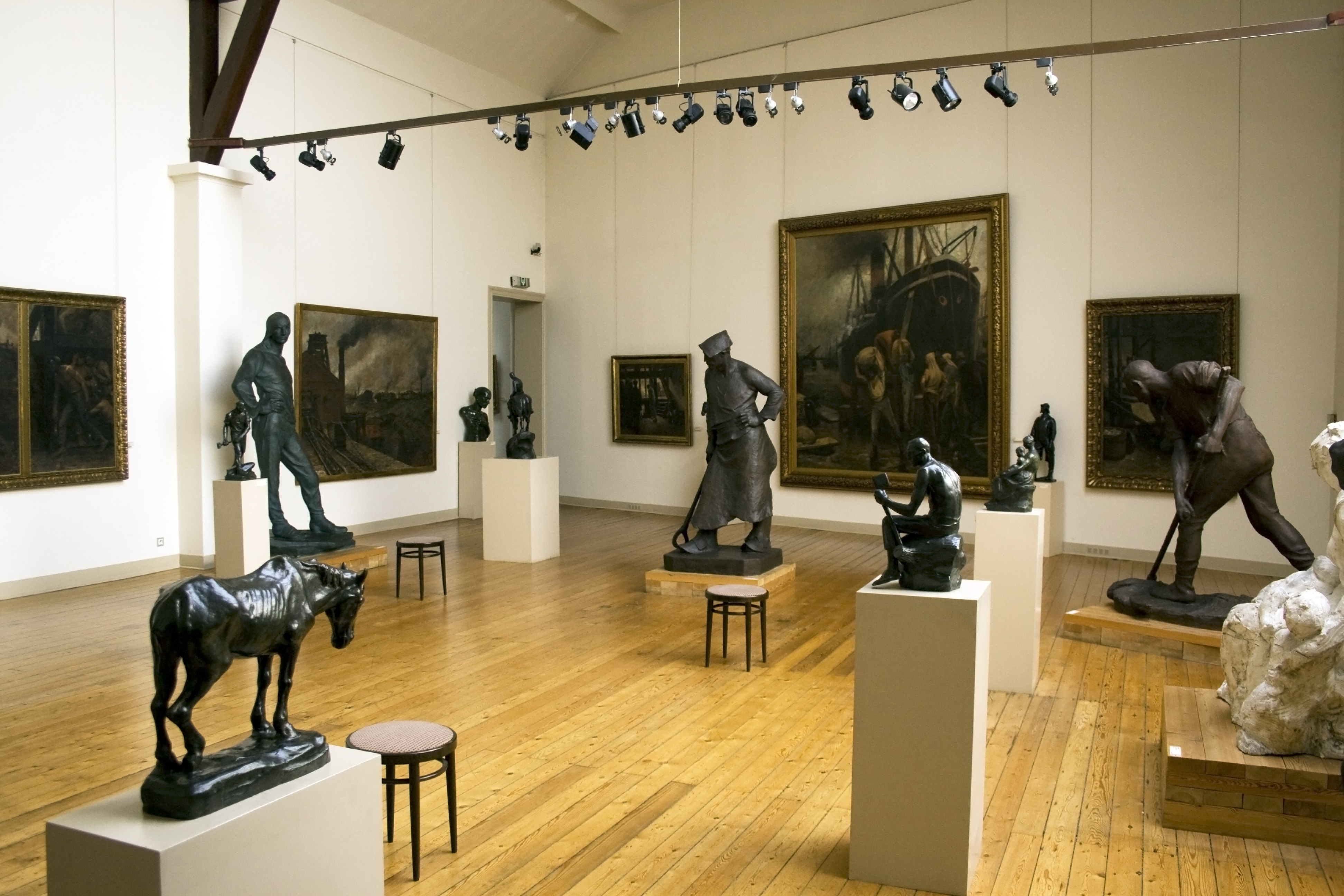
A múzeum fő terme
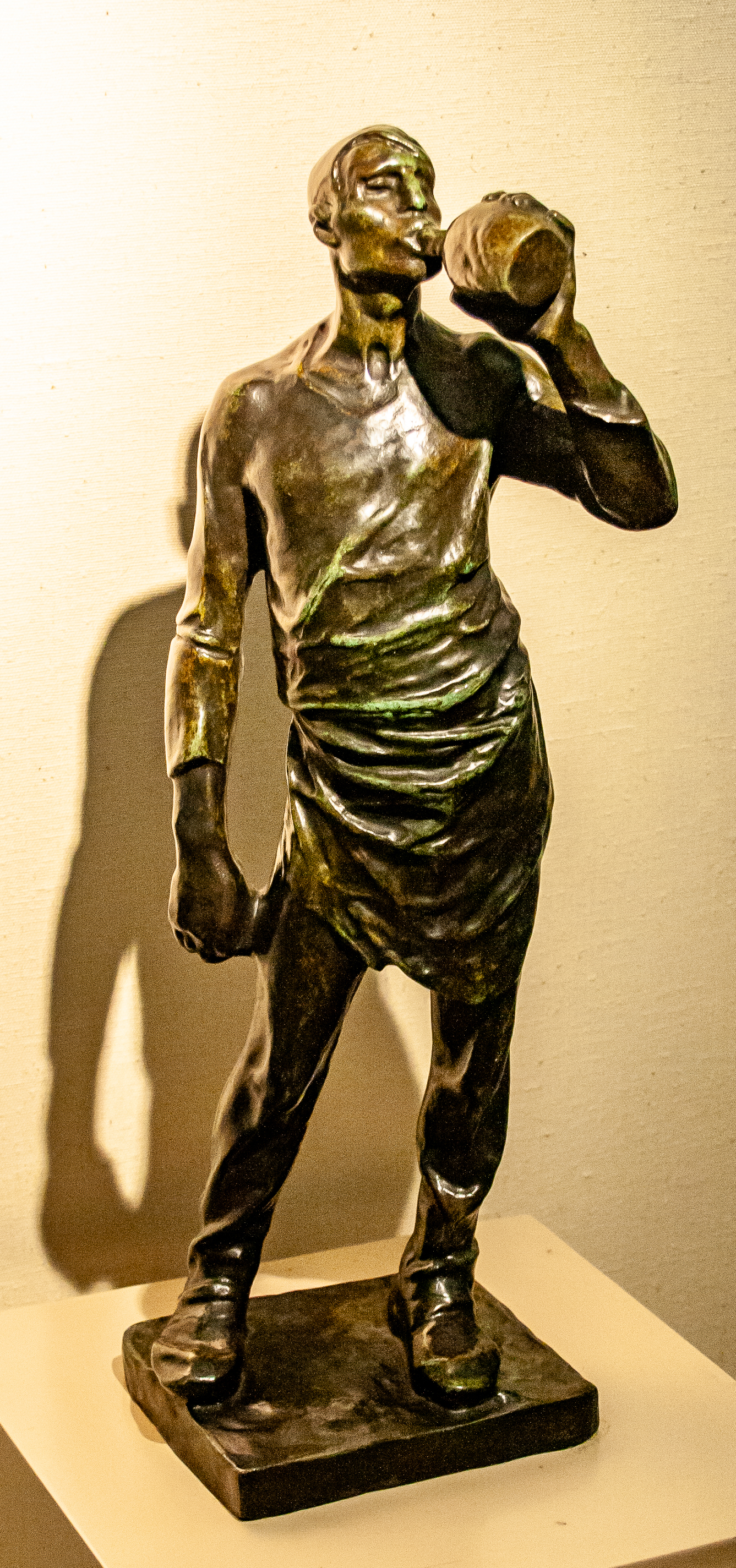
Ivó férfi

A Meunier Múzeum a Királyi Szépművészeti Múzeum (Brüsszel) részeként működik.